# Intercity-Express
Intercity-Express або скорочено ICE (стара назва: InterCityExpress) — німецький швидкий потяг, пасажирський потяг дальнього сполучення найвищої категорії на залізницях Німеччині, Австрії і Швейцарії; заходять на територію та продовжують рухатись у залізничних мережах Франції, Бельгії, Нідерландів та Данії. ICE вважається флагманом та найважливішим продуктом німецької залізниці, є наступною технологією після потягів системи InterCity (IC).
В залізничній мережі в 2012 ріці в експлуатації знаходилось близько 260 потягів з позначенням „ICE“, вони роблять зупинки в 180 вокзалах Європи. Існує п'ять модифікацій поїздів ICE: ICE 1 (59 шт.), ICE 2 (44 шт.), ICE 3 (67 шт.: 63 шт. у Deutsche Bahn та 4 шт. у  NS — залізниць Нідерландів), ICE T (71 шт.) та ICE TD (19 шт.).
Максимальна експлуатаційна швидкість потягів досягає 200 км/год на звичайних залізничних лініях та до 300 км/год (ICE 3) на швидкісних залізничних лініях (на території Франції до 320 км/год).

## Історія ICE

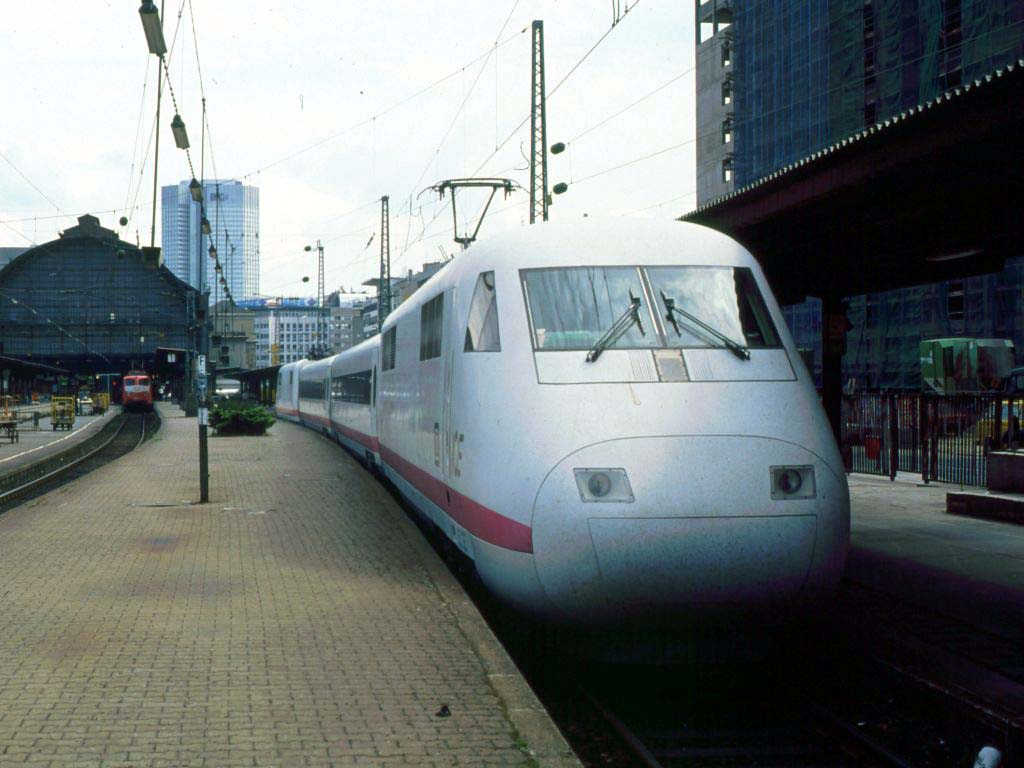
InterCityExperimental (ICE V)

З 1986 року німецька залізниця почала експерименти з власним швидкісним потягом. Результатом став InterCityExperimental або ICE V.
29 травня 1991 року першою поїздкою в Касель святково було відкрито рух ICE-потягів.
Перші ICE-потяги, які почали експлуатувати в 1991 році, були створені в 1989 році, це була модифікація 401 (ICE 1). Перший ICE-потяг почав діяти з 2 червня 1991 на лінії Гамбург-Альтона — Ганновер — Франкфурт-на-Майні — Маннгайм — Штуттгарт — Мюнхен.
В 1995 році з'явилися потяги наступної генерації 402 (ICE 2), які, крім іншого, завдяки концепції зчіплюваних півпотягів повинні були покращити перерозподіл навантаження. ICE 1 та ICE 2 були трохи важчими та ширшими ніж стандарти UIC для міжнародних потягів. Вони були спроектовані для використання в Німеччині, але деякі потяги все ж отримали дозвіл на використання в Швейцарії та Австрії. 
Для майбутнього використання в усій Європі профіль потягу зменшили. Крім того, на відміну від ICE 1 та ICE 2, нові потяги отримали розподілений привід, що має зменшити навантаження на осі коліс та покращити тягові характеристики потяга. Отримані моделі дістали назву 403 (ICE 3) та 406 (ICE 3М). Модель 403 (ICE 3) призначена для експлуатації на залізницях з напругою контактного проводу 15 кВ  з частотою 16 2/3 Гц (Німеччина, Австрія та Швейцарія). Модель 406 (ICE 3М) підтримує 4 різних систем живлення з контактного проводу:
- 15 кВ  з частотою 16 2/3 Гц,
- 25 кВ  з частотою 50 Гц,
- 1.5 кВ постійного струму,
- 3 кВ постійного струму.

Для використання на нешвидкісних залізничних лініях з кривими меншого, ніж на швидкісних, радіусу, був розроблений потяг з системою нахилу вагонів. Це дозволяє підвищити швидкість руху на звичайних нешвидкісних лініях. Ці моделі отримали назву 411 та 415 (ICE T).
Для використання на неелектрифікованих залізничних лініях був розроблений потяг з дизель-електричним приводом. Ця модель отримала назву 605 (ICE TD).

## Концепція та структура
| червоний     | Новозбудовані ділянки | до 300 км/г         |
| помаранчевий | Новозбудовані ділянки | до 280 км/г         |
| синій        | Модернізовані ділянки | від 200 до 230 км/г |
| сірий        | інші ділянки          | до 160 км/г         |

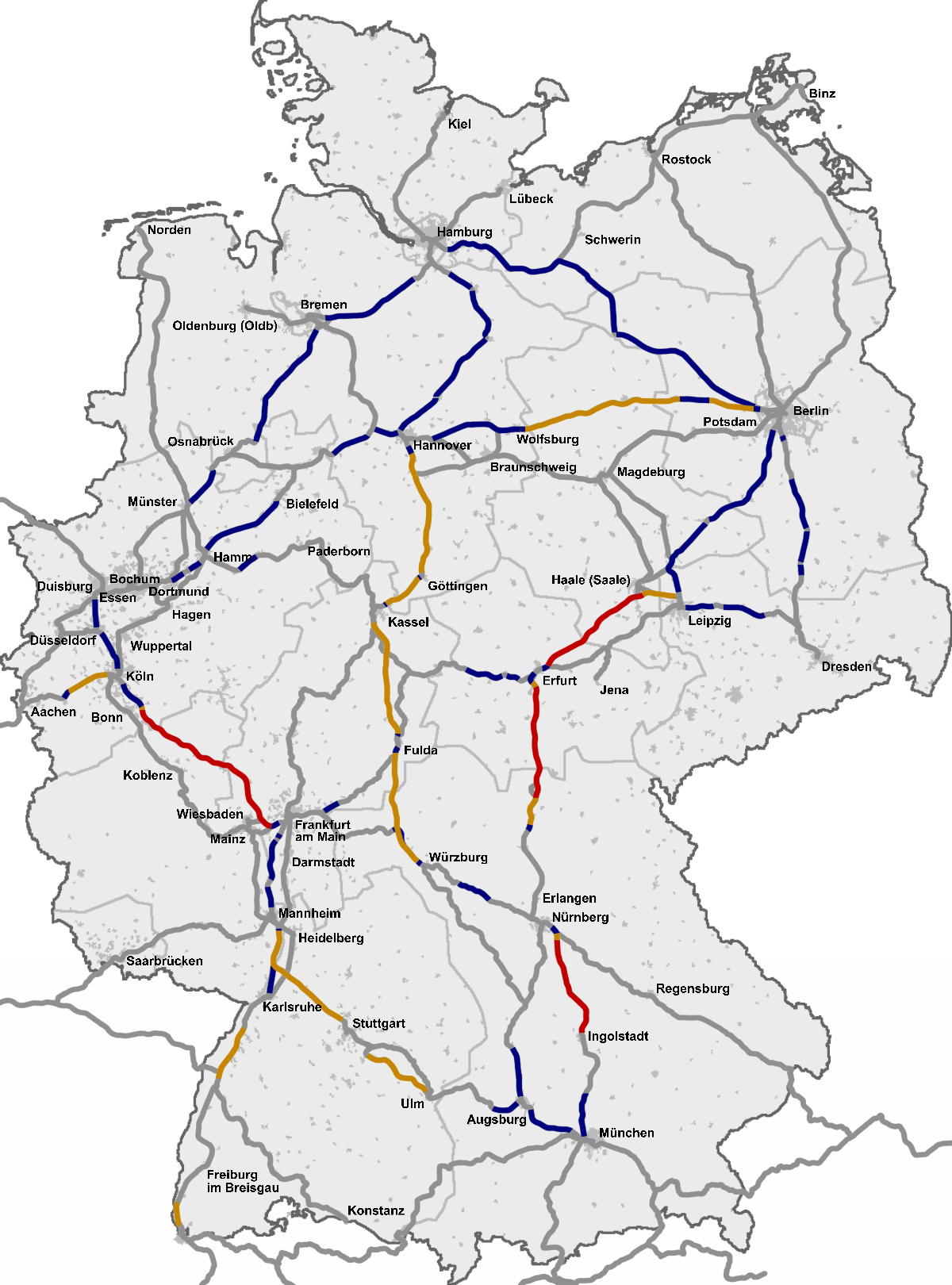
мережа ICE (2010)

Система ICE — це мережа швидкісних залізничних ліній, яка з'єднує приблизно 180 вокзалів ICE. Розклад руху поїздів ICE розроблений таким чином, що більша частина цих вокзалів обслуговується цими поїздами через постійні інтервали часу (такти). Найчастіше бувають годинні або двогодинні такти. На деяких відрізках ліній з підвищеним пасажиропотоком шляхом зсуву годинних тактів різних маршрутів досягається такт приблизно в пів-години (Нюрнберг — Інгольштадт — Мюнхен, Франкфурт-на-Майні — Кьольн, Ґеттінґен — Кассель — Фульда). Вокзали поза головних швидкісних ліній можуть обслуговуватися лише окремими поїздами. На відміну від французьких ТЖВ (TGV) та японських Shinkansen потягів, їхні траси та загальна експлуатація не розроблялися як єдина концепція, тому потяги ICE досягають максимальної швидкості до 300 км/год (ICE 3) лише на окремих ділянках.

### Сполучення північ-південь
Мережа, перш за все, структурована за рахунок трьох ліній які з'єднують північ та південь:
1. Гамбург — Бремен — Дортмунд — Кьольн — Франкфурт-на-Майні — Штутгарт
2. Гамбург — Ганновер — Кассель-Вільгельмсхьое — Вюрцбург/Нюрнберг – Аугзбург/Інгольштадт — Мюнхен
3. Гамбург — Берлін — Ляйпциг — Нюрнберг — Аугзбург/Інгольштадт — Мюнхен

### Сполучення схід-захід
Ще є три лінії які з'єднують схід з заходом:
1. Бремен чи Рур/Вуппер чи Франкфурт на Майні через Ганновер в Берлін
2. Кьольн — Рур/Вуппер — Дортмунд — Кассель-Вільгельмсхьое — Бебра — Ляйпциг — Дрезден
3. Саарбрюкен — Франкфурт-на-Майні — Ляйпциг — Дрезден

Багато ICE-ліній є в західній частині країни з Кьольну в Дортмунд чи Хамм через:
- Дюссельдорф — Дуйзбург — Еессен — Бохум — (Дортмунд) — (Рур) та
- Вупперталь — Гаґен (Вуппер)

а також обабіч Рейну між Франкфуртом-на-Майні та Штуттгартом та Карлсруе — Базель та Гамбург — Ганновер — Кассель-Вільгельмсхьое — Фулда.

### Інші сполучення в Німеччині
Відгалуження та продовження ведуть в Німеччині з Гамбурга в Кіль, з Бремена в Ольденбурґ, з Кьолна в Ахен (і далі в Бельгію), з Мюнхена в Ґарміш-Партенкірхен та Куфштайн (та далі в Іннсбрук), з Нюрнберга в Пассау (і ділі в Відень).

### Сполучення з закордоном
Продовження за кордон закінчуються в Амстердамі, Базелі, Брюсселі, Цюриху, Інтерлакені, Курі, Іннсбруку, Відні, Парижі, Копенгагені. Між Іннсбруком, Зальцбурґом та Віднем є ще одна австрійська лінія, яку обслуговує два потяги, ця лінія частково проходить територією Німеччини через Куфштайн та Розенхайм в Зальцбурґ. Ще одна лінія з’єднує Базель та Інтарлакен.
З 10 червня 2007 року SNCF разом з Deutsche Bahn відкрили спільне швидкісне сполучення Париж — Страсбург з відгалуженням до Саарбрюкена. З того часу відбувається рух швидкісних поїздів ICE-3MF з Франкфурта-на-Майні через Саарбрюкен до Парижа.
З 9 грудня 2007 року Deutsche Bahn відкрили маршрут з Берліна та Гамбурга через Путтгартен до Копенгагена. На ньому використовуються дизельні ICE-TD. Балтійське море поїзд перетинає на поромі.
Планується відкрити новий маршрут швидкісних поїздів ICE-3MF (407) з Лондона через Брюссель до Амстердама та Франкфурта-на-Майні.

### ICE спринтер

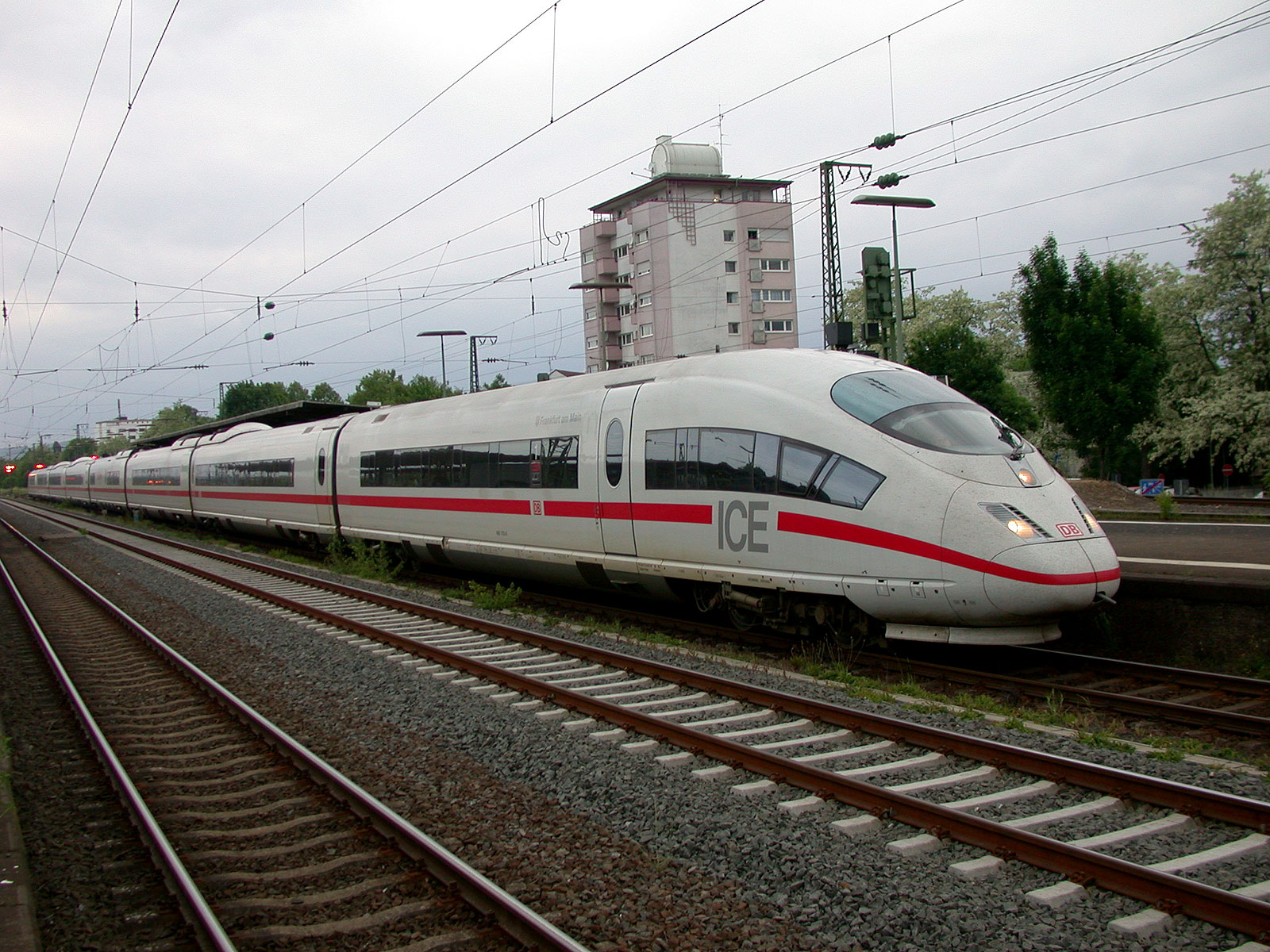
ICE 3

Вранці та ввечері між деякими німецькими метрополіями курсують особливо швидкі ICE-потяги, так звані ICE-спринтери. Ці лінії були створені як альтернатива літаків для ділових людей. ICE-спринтери зв'язують між собою такі метрополії: Берлін, Франкфурт-на-Майні, Гамбург, Кельн та Мюнхен. Потяг долає ці маршрути приблизно за 3 години 20 хвилин — 3 години 40 хвилин, прискорення руху досягається відсутністю або зменшенням кількості проміжних зупинок. В поїздах ICE-спринтер обов'язкове резервування місця (націнка в першому класі 16,50 євро, в другому класі 11,50 євро). В ціну квитка включено щоденні газети та в першому класі — сніданок або вечеря. 
Лінії ICE-спринтер (станом на 2010 рік)
| Початкова станція  | проміжні станції    | кінцева станція    | час в дорозі |
| ------------------ | ------------------- | ------------------ | ------------ |
| Франкфурт-на-Майні | —                   | Берлін             | 3:35         |
| Берлін             | —                   | Франкфурт-на-Майні | 3:36         |
| Гамбург            | Гановер             | Франкфурт-на-Майні | 3:19         |
| Кельн              | Дюсельдорф та Ессен | Гамбург            | 3:29         |
| Гамбург            | Ессен та Дюсельдорф | Кельн              | 3:29         |

## Аварії та катастрофи

### Катастрофа в Ешеде
Трапилась 3 червня 1998 на 61 кілометрі відрізку шляху Гановер–Гамбург біля районного міста Ешеде (федеральна земля Нижня Саксонія). Через руйнування бандажу колеса на швидкості 200 км/год  потяг ICE № 884 під назвою «Wilhelm Conrad Röntgen» зійшов з колії, «склався гармошкою» та зрізав опори місцевого автомобільного моста. Через це полотно моста разом з автомобілями рухнуло на поїзд. Кілька вагонів були повністю розчавлені. Внаслідок цієї аварії загинула 101 особа, 88 пасажирів отримали тяжкі поранення.

### Аварія біля Фульди
26 квітня 2008 ICE на шляху з Гамбурга до Мюнхена на північ від Фульди коло 20:58 годин вечора при в'їзді в тунель зійшов з колії, протаранив огорожу та зупинився через 500 метрів. Були пошкоджені обидва локомотивні вагони та десять пасажирських.  
З 148 пасажирів 17 одержали неважкі поранення. Вартість пошкоджень потягу та тунельних укріплень становила 10 млн. євро.

## Подібні проекти
- TGV (Франція)
- Railjet (Австрія)
- AVE (Іспанія)